# 意大利足球二类联赛
意大利足球二類聯賽（義大利語：Seconda Categoria），是意大利足球联赛系统的第 8 级别（自2014/15球季起）。